# Rockormen
Rockormen är ett musikalbum av Nationalteatern som lanserades 1979 på skivbolaget Nacksving och distribuerades av Plattlangarna. Albumet spelades in oktober-december 1978 på olika platser i Sverige. Musiken på albumet förekom i en rockopera med samma namn som spelades i Göteborg från augusti 1978. Inkluderat i albumet fanns ett pappersark med låttexterna, samt ackord.

## Låtlista
1. "Veronika"
2. "Vakthavande Larsson"
3. "Hå-Jis"
4. "Ut i vida världen"
5. "Ekon från barndomen"
6. "Stål"
7. "Tankar på en timmerstock"
8. "Rädda jobben"
9. "Japp Co Co (Kleta & Spill)"
10. "Vill ta ställning"
11. "Inuti varann"

## Listplaceringar
- Topplistan, Sverige: #24[1]